# Хронологична таблица за откриване и изследване на Европа (XIX в.)
| Години                             | Име на откривател, изследовател                                      | Направени открития и изследвания | Изследванията засягат следните съвременни държави                                     |
| ---------------------------------- | -------------------------------------------------------------------- | --- | ------------------------------------------------------------------------------------- |
| 1801 – 1818                        | Ханс Якоб Шеел, Ханс Фрисак (1773 – 1834)                            | Топографски дейности в Исландия. Картиране на п-ов Снайфедлснес с ледника Снайфедлсйокудъл | Исландия                                                                              |
| началото на XIX в.                 | Карл Раумер (1783 – 1865)                                            | Геоложки изследвания в Долна Силезия, Судетите и Рудните планини | Германия, Чехия                                                                       |
| началото на XIX в.                 | Йохан Карл Фрайслебен (1774 – 1846)                                  | Физикогеографски изследвания на Тюрингския Лес и хълмистата местност на север от планината до 51º с.ш. | Германия                                                                              |
| 1803 – 1804                        | Василий Михайлович Севергин (1765 – 1826)                            | 1803: Минераложки изследвания в Прибалтика, в т.ч. възвишението Отепя (на югозапад от Чудското езеро) и Видземското възвишение (покрай левия бряг на река Гауя). От устието на Гауя придвижване на юг по 24ºи.д., пресичане на Балтийското възвишение и достигане до река Западен Буг (десен приток на Висла). Откриване на Новогрудското възвишение, а на североизток от него, в горните басейни на реките Птич и Свислоч – Минското възвишение. 1804: Минераложки изследвания във Финландия | Естония, Латвия, Литва, Беларус                                                       |
| 1805                               | Николай Озерецковски                                                 | Физикогеографски изследвания на езерото Илмен | Русия                                                                                 |
| 1806 – 1807                        | Кристиан Леополд фон Бух                                             | Установяване геоложкия строеж на Феноскандия. Изследване на областта Гудбрандсдал (долината на река Логан), платото Доврефел, областта Нурлан, Лофотенските о-ви, островите Хинньо и Сеня, района на нос Нордкап, Порсангер фиорд и пресичане на Лапландия от север на юг до Ботническия залив | Норвегия, Швеция                                                                      |
| 1808 – 1812                        | Жан дьо Шарпантие                                                    | Детайлни геоложки изследвания в Пиренеите и в горните течения на всички реки извиращи от планината | Франция, Испания                                                                      |
| 1809                               | Василий Михайлович Севергин                                          | Минераложки изследвания по цялото крайбрежие на Финския залив | Естония, Русия, Финландия                                                             |
| 1809                               | Ханс Фрисак                                                          | Изследване на ледника Драунгайокудъл в най-северозападната част на Исландия | Исландия                                                                              |
| 1810 – 1815                        | Карл Раумер                                                          | Геоложки изследвания в долния басейн на Рейн и „откриване“ на Рейнските Сланцеви планини | Германия                                                                              |
| 1810 – 1816                        | Евграф Петрович Ковалевски (1790 – 1867)                             | Откриване и изследване на Донецкия кряж | Украйна                                                                               |
| 1810 – 1817                        | Уилям Скорсби                                                        | Картира западните и северните брегове на двата големи острова в архипелага Шпицберген и слагане началото на всестранното му научно изследване. Достигане до 81º 40` с.ш., рекорд за времето си за свободно плаване на север. Извършване на метеорологични, хидрографски и магнитни изследвания | Норвегия                                                                              |
| 1811                               | Томас Уебстър (1773 – 1844)                                          | Геоложки изследвани по южното крайбрежие на Англия между 1º и 3º з.д. и на остров Уайт | Великобритания                                                                        |
| 1813                               | О. Олсен                                                             | Картиране на вулкана Хекла в Исландия и о-вите Вестманаейяр, в т.ч. остров Хеймаей (63°26′ с. ш. 20°17′ з. д. / 63.433333° с. ш. 20.283333° з. д.) | Исландия                                                                              |
| 1813                               | Ханс Фрисак                                                          | Първо изкачване на най-високата точка на Исландия – връх Хванадалсхнукур (2119 м) | Исландия                                                                              |
| 1814                               | Николай Озерецковски                                                 | Физикогеографски изследвания в горното течение на Волга и езерото Селигер | Русия                                                                                 |
| 1814 – 1815                        | Ебенезер Хендерсън (1784 – 1858)                                     | Двойно пресичане на Исландия от юг на север, изследване на езерото Миватън и северната част на ледника Лаунгийокудъл | Исландия                                                                              |
| 1818                               | Дейвид Бахан (1780 – 1838)                                           | Търсене на северозападния проход и достигане на запад от Шпицберген до 80º 34` с.ш | Норвегия                                                                              |
| 1820                               | Едуард Фридрих Еверсман                                              | Изследване на планината Мугоджари и установяване, че тя е най-южното продължение на Урал | Казахстан                                                                             |
| 1820                               | Фридрих Хофман                                                       | Геоложки изследвания в низините на север от 52º 20` с.ш., особено детайлно Люнебургската пустош | Германия                                                                              |
| 1821 – 1822                        | Иван Никифорович Иванов (1784 – 1847)                                | Хидрографски изследвания и картографски дейности в делтата на река Печора | Русия                                                                                 |
| 1821 – 1822                        | Карл Фридрих Науман                                                  | Изследване на леденото плато Йостедалсбрее (855 кв. км), най-големия ледник в континентална Европа (на север от Согне фиорд) | Норвегия                                                                              |
| 1821 – 1824                        | Фьодор Литке, Михаил Андрианович Лаптев                              | Изследване и картиране на западното крайбрежие на Нова Земя, от протока Карски Врати (70º 25` с.ш.) до нос Насау (76º 18` с.ш.), в т.ч. заливите Молер (72º 08` с.ш.), Кръстов (74º 10` с.ш.), Южен Сулменев (74º 20` с.ш.) и Северен Сулменев (74º 30` с.ш.) и о-вите Панкратев (76º08`с.ш.) и протока Маточкин Шар (1823, Михаил Андрианович Лаптев) | Русия                                                                                 |
| 20-те – 40-те години на XIX в.     | Балтазар Матиас Кейлхау (1797 – 1858)                                | Геоложки изследвания на платата Ютунхеймен, Халлингскарвет на 59º 30` с.ш. и Хамседалсфеллене на 61º с.ш. и няколко масива в района на езерото Лиминген, близо до 65º с.ш. Изследване на остров Западен Шпицберген (в района на Ис фиорд), остров Земя принц Карл и остров Едж (1827 г.) | Норвегия                                                                              |
| 1822 – 1830                        | Фридрих Хофман                                                       | Геоложки изследвания във възвишенията между реките Вера (от басейна на Везер) и Заале (ляв приток на Елба) около 51º с.ш.: платото Хайних, Тевтобургския Лес и платото Фине | Германия                                                                              |
| 1824                               | Григорий Карелин                                                     | Топографска снимка по маршрута Оренбург – Симбирск – Екатеринбург | Русия                                                                                 |
| 1824                               | Йохан Фридрих Лудвиг Хаусман 1782 – 1859)                            | Геоложки изследвания на планинските масиви в горното течение на река Везер и платото Золинг | Германия                                                                              |
| 1824 – 1829                        | Иван Никифорович Иванов, Иля Автономович Бережни (1800 – 1839)       | Хидрографски изследвания и топографски заснемания по източното крайбрежие на Печорско море от Печорска губа до протока Югорски Шар, Карския бряг до 66º и.д. (всъщност целия Югорски полуостров) и остров Вайгач. Изследване на о-вите Гуляеви Кошки, заграждащи от изток Печорска губа, п-ов Руский Заворот (54º и.д.), цялото протежение на Тиманския бряг и северния бряг на п-ов Канин | Русия                                                                                 |
| 1825                               | Фридрих Алберти                                                      | Геоложки изследвания в Шварцвалд | Германия                                                                              |
| 1825                               | Кристиан Леополд фон Бух                                             | Геоложки изследвания във възвишението Франконски Алб между 11° и 12° и.д. в Германия, на север от горното течение на Дунав | Германия                                                                              |
| 1825                               | Пиер Арман Дюфренуа (1792 – 1857)                                    | Геоложки и физикогеографски изследвания във Вогезите, междуречието на реките Марна и Мозел, Ардените, възвишенията Морван, Кот д`Ор, Лангр, френските части на Юра и Алпите, централната и западната част на Централния Френски масив, Севените, Гатин (южната част на Парижкия басейн), възвишенията в Нормандия и Бретан и низините в долните течения на реките Гарона и Лоара | Франция                                                                               |
| 1825 – 1826                        | Родерик Мърчисън                                                     | Геоложки изследвания във възвишенията Норт Даунс и западната част на Саут Даунс и южното крайбрежие на Англия между 1º 30` и 3º з.д. | Великобритания                                                                        |
| 1826 – 1827                        | Григорий Карелин                                                     | Мащабно топографско картиране на части от северозападната част на Казахстан, между реките Урал и Волга | Казахстан                                                                             |
| 1827 – 1832                        | Михаил Рейнеке                                                       | Картографски и хидрографски дейности по северното крайбрежие на Колския п-ов от Седемте о-ва (68°48′ с. ш. 37°30′ и. д. / 68.8° с. ш. 37.5° и. д.) до залива Свети Нос (68°06′ с. ш. 39°40′ и. д. / 68.1° с. ш. 39.666667° и. д.) и цялото крайбрежие на Бяло море. Изследване на Мурманския бряг, в т.ч. Колския залив (69°09′ с. ш. 33°30′ и. д. / 69.15° с. ш. 33.5° и. д.), остров Килдин (69°20′ с. ш. 34°10′ и. д. / 69.333333° с. ш. 34.166667° и. д.), п-ов Рибачи (69°42′ с. ш. 32°40′ и. д. / 69.7° с. ш. 32.666667° и. д.) и около 300 км от течението на река Тулома до езерото Нотозеро | Русия                                                                                 |
| 1827                               | Уилям Едуард Пари                                                    | Първия опит да достигне до Северния полюс с шейни-лодки от Шпицберген и достигане до 82º 45` с.ш. | Норвегия                                                                              |
| 1828                               | Кристиан Леополд фон Бух                                             | Геоложки и физикогеографски изследвания по северните склонове на Алпите, пресичани от десните притоци на Дунав | Германия                                                                              |
| 1828                               | Адолф Теодор Купфер                                                  | Изследване на северната част на Южен Урал и почти цялата част на Среден Урал и картиране на хребетите Юрма, Уренга, Голям Таганай и Уралтау и Илменските планини | Русия                                                                                 |
| 1828                               | Евграф Петрович Ковалевски                                           | Откриване на Донецкия въглищен басейн | Украйна                                                                               |
| 1828                               | Михаил Павлович Вронченко (1802 – 1855)                              | Триангулачни измервания, астрономически определения на координатите на редица пунктове и топографски картирания в Молдавия и България | Молдавия, България                                                                    |
| 1828 – 1829                        | Ернест Хофман, Григорий Хелмерсен                                    | Изследване на Южен Урал между 51º и 56º с.ш., на протежение около 660 км. Откриване на три меридионално простиращи се хребети: западен – най-висок до 1200 м; среден – Уралтау; източен – на север от Илменските планини, на юг – Джабик-Карагай. Между източния и средния хребет, на 51 – 55º с.ш. е открита плоска равнина. В междуречието на реките Белая (от басейна на Кама) и Сакмара (от басейна на Урал) откриване на друга равнина, а на юг, покрай десния бряг на Урал – Губерлинските планини. Изследване на планината Иремел, хребетите Нари и Зигалга и масива Ямантау | Русия                                                                                 |
| 1828 – 1830                        | Родерик Мърчисън, Чарлз Лайъл                                        | Геоложки изследвания във вулканичните региони в Южна Франция, Северна Италия, Тирол и Швейцария | Франция, Италия, Швейцария, Австрия                                                   |
| 1830 – 1834                        | Никифор Илич Стражевски                                              | Топографско картиране на източния склон на Урал между 60º 40` – 64º 10` с.ш. (около 430 км), в т.ч. горните течения на реките Лозва, Северна Сосва, Вол и др. | Русия                                                                                 |
| началото на 30-те години на XIX в. | Иван Иванович Шанц (1802 – 1879)                                     | Топографско картиране на шхерите покрай югозападното крайбрежие на Финландия, в т.ч. Аландските о-ви | Финландия                                                                             |
| 1831                               | Александър Борисович Иваницки 1811 – 1872)                           | Изследване на вододела между реките Калмиус и Калчик (приток на Калмиус) и около 100 км от Приазовското възвишение, явяващо се вододел на реките вливащи се в Азовско море и Днепър | Украйна                                                                               |
| 1831 – 1832                        | Родерик Мърчисън                                                     | Геоложки изследвания в източните части на Уелс и Камбрийските планини | Великобритания                                                                        |
| 1831 – 1843                        | Берн Гунлаугсон                                                      | Първо изследване на релефа на Исландия. 1833 – 1835: Изследване на югозападната част на вътрешното плато и определяне сравнително точното местоположение на върховете на запад и юг от ледника Лаунгийокудъл, в т.ч. Ейрихсийокудъл, Ок, Хльодуфедъл, Блауфедъл и др. 1839: Пресичане на Исландия от югозапад на североизток и първо преминаване през централната част на вътрешното плато и през лавовата пустиня Оудаудахрьойн | Исландия                                                                              |
| 1832 – 1833                        | Пьотър Пахтусов                                                      | Изследване и картиране на целия източен бряг на Южния остров на Нова Земя и откриване на редица заливи, носове и острови, в т.ч. заливите Рейнеке (70°36′ с. ш. 56°35′ и. д. / 70.6° с. ш. 56.583333° и. д.), Савин (71°32′ с. ш. 55°45′ и. д. / 71.533333° с. ш. 55.75° и. д.), Литке (72°26′ с. ш. 55°30′ и. д. / 72.433333° с. ш. 55.5° и. д.) и Шуберт (72°44′ с. ш. 55°47′ и. д. / 72.733333° с. ш. 55.783333° и. д.) | Русия                                                                                 |
| 1832 – 1865                        | Гийом Анри Дюфур (1787 – 1875)                                       | Топографско заснемане и картиране на цялата територия на Швейцария | Швейцария                                                                             |
| 1834 – 1835                        | Григорий Хелмерсен                                                   | Геоложки изследвания в Московския, Донецкия и Домбровския въглищни басейни, солените езера, калните вулкани и нефтените находища на Керченския полуостров, торфените находища в Курляндия, находищата на кафяви въглища в Киевска, Херсонска, Гродненска и привисленските губернии, находищата на железни и медни руди в Подмосковието, Олонецка и Петербургска губернии и находищата на янтар по крайбрежието на Балтийско море и Псковското езеро | Русия, Украйна, Беларус, Полша, Естония                                               |
| 1833 – 1841                        | Андреас Вибе                                                         | Топографско заснемане и картиране на атлантическите брегове на Норвегия между 59º 10` – 63º 40` с.ш., в т.ч. островите: Кармьо – на запад от Букна фиорд; Стур и Тюснесьо – във входа на Хардангер фиорд; Сотра, Аскьо и Остерьо – около Берген; групата о-ви Сулун (най-голям о. Инре Сулун) – във входа на Согне фиорд; Гурскьо и Харейдлан – на югозапад и запад от Стур фиорд; Смьола, Фрьойя и Хитра – във входа на Тронсхейм фиорд. Между 65º и 69º с.ш. – островите Торгет (65º 25` с.ш.), Вега и Алстен, о-вите Трена (66º 33` с.ш.) и на изток от тях – о-вите Хестманьо. Хидрографски изследвания в протока Вест фиорд, отделящ Лофотенските о-ви от полуострова, някои от Лофотенските о-ви и о-вите Вестеролен, в т.ч. най-големия остров Анньо и остров Хинньо – най-големия по норвежкото крайбрежие | Норвегия                                                                              |
| 1834                               | Николай Василиевич Широкшин (1809-неизв.)                            | Изследване на югозападното крайбрежие на Колския п-ов. Тръгване от Кандалакша на север към езерото Имандра, изследване на югозападната част на планината Хибини, продължаване на югоизток през езерото Канозеро, достигане до устието на река Варзуга и изследване на западния бряг на Бяло море от Кандалакша на юг до устието на река Кем (65º с.ш.) – около 300 км | Русия                                                                                 |
| 1835                               | Пьотър Пахтусов, Август Циволка                                      | Описание на южния бряг на протока Маточкин Шар и изследване и картиране на части от западния и източния бряг на Северния остров на Нова Земя, в т.ч. о-вите Панкратев (76°10′ с. ш. 60°15′ и. д. / 76.166667° с. ш. 60.25° и. д.), о-вите Горбов (75°56′ с. ш. 59°07′ и. д. / 75.933333° с. ш. 59.116667° и. д.), Южните Крестови о-ви (76°02′ с. ш. 59°33′ и. д. / 76.033333° с. ш. 59.55° и. д.) и откриване на о-вите Пахтусов (74°25′ с. ш. 59°18′ и. д. / 74.416667° с. ш. 59.3° и. д.) | Русия                                                                                 |
| 1836                               | Родерик Мърчисън                                                     | Геоложки изследвания в областите Корнуол и Девън | Великобритания                                                                        |
| 1836 – 1839                        | Ами Буе, Огюст Викенел                                               | Физикогеографски и етнографски изследвания на Балканския п-ов. 1836: Изследване на Рила, долината на река Струма, Пирин, Софийската котловина, Витоша и река Черни Дрин в Македония, изтичаща от Охридското езеро и проследяване, описание и картиране на редица масиви покрай десния ѝ бряг, в т.ч. Шар планина; 1837: Изследване на северните и южните склонове на Стара планина от Искърския пролом до Черно море, в т.ч. цялото течение на река Камчия и среднито течение на река Тунджа и петкратно пресичане на планината. Изследване на хребета Текирдаг, разположен покрай северния бряг на Мраморно море. Проследяване на цялото течение на река Марица (514 км) и северните и източните склонове на Родопите. Изследване на редица планински масиви покрай десния бряг на река Южна Морава (десен приток на Дунав) и установяване връзката им със Стара планина на изток и с Южните Карпати на север; 1838 – 1839: Картиране на планината Църна гора (на север от Скопие, на 42º с.ш.), откриване извора на река Южна Морава и изследване и картиране на планината Копаоник, разположена покрай десния бряг на река Ибър (от басейна на Морава) на 21º и.д. | България, Северна Македония, Албания, Сърбия, Турция, Черна гора, Босна и Херцеговина |
| 1836 – 1849                        | Андре Дюмон (1809 – 1857)                                            | Мащабни геоложки изследвания в Белгия | Белгия                                                                                |
| 1837                               | Карл Ернст фон Баер, Август Циволка                                  | Комплексни естественоисторически изследвания на Нова Земя (геоморфология, флора, фауна). Топографско картиране на планинските масиви около протока Маточкин Шар | Русия                                                                                 |
| 1837                               | Александър Шренк                                                     | Комплексни естественоисторически изследвания по бреговете на Чешка губа, възвишението Пай-Хой и Полярен Урал | Русия                                                                                 |
| 1837 – 1850                        | Фридрих Август Квенщед (1809 – 1889)                                 | Детайлни геоложки изследвания в планината Швабски Алб, разчленена от притоците на реките Некар и Дунав | Германия                                                                              |
| 1838 – 1846                        | Карл Фридрих Науман                                                  | Мащабни геоложки изследвания в Рудните планини | Германия, Чехия                                                                       |
| 1839 – 1841                        | Пьотър Чихачов                                                       | Геоложки изследвания в Италия и съставяне на геоложка карта на Апенинския п-ов | Италия                                                                                |
| 1839 – 1844                        | Степан Мойсеев                                                       | 1839: Изследване на западното крайбрежие на Нова Земя в района на Крестовския залив (74°06′ с. ш. 55°35′ и. д. / 74.1° с. ш. 55.583333° и. д.); 1840 – 1844: Топографско картиране на шхерите покрай бреговете на Финландия и Аландските о-ви | Русия, Финландия                                                                      |
| 1840                               | Григорий Хелмерсен                                                   | Изследване геоложкия строеж в райна на горното течение на река Волга от езерото Селигер до 58° с.ш. и извършване на барометрични измервания, в резултат на които „открива“ Валдайското възвишение. Съставяне на първата геоложка карта на Европейска Русия (1841) | Русия                                                                                 |
| 1840                               | Александър Мидендорф                                                 | Пресичане на Колския п-ов от селището Кола в северната част до град Кандалакша, изследване и картиране на цялото течение на река Кола и извора ѝ – езерото Имандра и провеждане на геодезически измервания | Русия                                                                                 |
| 1840 – 1841                        | Родерик Мърчисън, Александър Кейзерлинг                              | Провеждане на полеви геоложки изследвания в Европейска Русия | Русия                                                                                 |
| 40-те години на XIX в.             | Габриел Огюст Добре (1814 – 1896)                                    | Изследване на геоложкия строеж на Елзас – източните склонове на Вогезите и долината на Рейн между 47º 30` и 48º с.ш. | Франция, Германия                                                                     |
| 40-те – 80-те години на XIX в.     | Ернст фон Дехен                                                      | Геоложки и физикогеографски изследвания в планината Зауерланд (на левия бряг на река Рур), масивите Вестервалд, Хунсрюк и Таунус и в планината Хард (северната част на Вогезите), на левия бряг на Рейн. Изработване на подробна геоложка карта на Рейнска Прусия и Вестфалия в М 1:80000, върху 35 картни листа и с обяснителен текст | Германия                                                                              |
| 1842                               | Николай Християнович Ахте (1816 – 1867)                              | Топографско картиране на части от Южен Урал | Русия                                                                                 |
| 1843                               | Александър Кейзерлинг, Павел Иванович Крузенщерн                     | Физикогеографски изследвания и топографски картирания в басейна на река Печора. Изкачване по река Вичегда до устието на горния ѝ приток река Вол. Изследване на Вол, прехвърляне в басейна на Печора (на 62°40′ с. ш. 56°00′ и. д. / 62.666667° с. ш. 56° и. д.), изкачване се по река Илич (десен приток на Печора) до Урал и точно установяване извора на Печора. От устието на Илич спускане по Печора до устието на река Щугор, изследване района на връх Телпосиз (на изток от Щугор), продължаване надолу по Печора до устието ѝ, като по този начин е извършена първата точна топографска снимка на реката. От там продължаване на запад, изследване на Малоземелската тундра и северната част на Тиманското възвешение | Русия                                                                                 |
| 1843                               | Родерик Мърчисън                                                     | Провеждане на полеви геоложки изследвания в Карпатите, Судетите и Чешкия Лес | Чехия, Словакия, Полша, Германия                                                      |
| 1843 – 1845                        | Йохан Бларамберг                                                     | Топографско заснемане и картиране на големи части от Южен Урал Западен Казахстан | Русия, Казахстан                                                                      |
| 1843, 1846, 1852                   | Павел Ермолаевич Алексеев (1816-неизв.)                              | Изследване и топографско картиране на цялото течение на река Емба и десния ѝ приток река Темир | Казахстан                                                                             |
| 1847                               | Огюст Викенел (1800 – 1867)                                          | Физикогеографски и етнографски изследвания на Родопите и Рила и разделяне на Родопите на три дяла – Западни, Североизточни и Югоизточни. Изследване на Дервентските възвишения, Странджа и Осоговската планина | България                                                                              |
| 1847 – 1848                        | Ернест Хофман, Никифор Илич Стражевски                               | Физикогеографски изследвания и топографски картирания в Северен и Полярен Урал. 1847: Изкачване по река Печора до устието на левия ѝ приток река Уня, проследяване и картиране на реките Уня, Илич, Щугор и Подчере – десни притоци на Печора и горното течение на Печора. Откриване на редица ниски възвишения (между 61º 10` и 64º с.ш.) с обща дължина около 300 км – Висока Парма, Ъйджит Парма, Овин Парма и др. (Ернест Хофман). Изследване и картиране на Северен Урал между 62° и 64° с.ш. (Никифор Илич Стражевски); 1848: Изкачване по река Войкар (ляв приток на Об) до изворите ѝ, пресичане на Урал по 66º с.ш., завиване на север покрай западните му склонове, откриване на връх Константинов Камен, продължаване на северозапад покрай склоновете на възвишението Пай-Хой и достигане до протока Югорски Шар. Изследване на североизточните и югозападните склонове на Пай-Хой и спускане по реките Воркута и Уса до Печора (Ернест Хофман). Топографско картиране на Полярен Урал между 66º и 65º 30` с.ш. (Никифор Илич Стражевски) | Русия                                                                                 |
| 1849 – 1861                        | Павел Иванович Крузенщерн (1809 – 1881)                              | Шесткратно посещение на Печорския край и извършване на хидрографски и физикогеографски изследвания на реките Индига, вливаща се в Баренцево море, Сула (приток на Печора) и Пеза (приток на Мезен) | Русия                                                                                 |
| 1850                               | Ернест Хофман, Никифор Илич Стражевски                               | Физикогеографски изследвания и топографски картирания в Северен и Полярен Урал. Изкачване по река Колва (десен приток на Вишера, от басейна на Кама) до изворите ѝ, откриване на възвишението Полюдов кряж, преминаване към Печора и по нея, река Щугор и притока ѝ Ъйджит Паток достигане до възвишението Сабля, продължаване на север, откриване на хребетите Западни Саледи и Обеиз (на 65º 30` с.ш.), достигане до река Харута и по нея и по реките Лемва и Уса спускане до Печора и завръщане в Чердин. Изкачване по река Вишера, пресичане на Северен Урал (на 61º 30º с.ш.) от запад на изток, откриване на меридионалния хребет Кваркуш (на 60º 30` с.ш.) и изкачване на връх Денежкин Камен. Картиране на всички по-големи уралски притоци на Печора, нейното горно и средно течение и целия Урал от 60° 31' с.ш. до Карско море и хребета Пай-Хой. Съставяне на първата карта на Северен Урал, основана на непосредствените наблюдения на участниците в експедицията и определените от тях 16 астрономически пункта | Русия                                                                                 |
| 1852                               | Едуард Зюс                                                           | Физикогеографски и геоложки изследвания в Източните Алпи в района на хребета Дахщайн, разположен покрай левия бряг на река Енс (десен приток на Дунав) | Австрия                                                                               |
| 1852 – 1853                        | Адолф Шлагинтвайт                                                    | Физикогеографски и геоложки проучвания в Баварските Алпи | Германия, Австрия                                                                     |
| 1853 – 1855                        | Пьотър Семьонов-Тяншански                                            | Провеждане на полеви изследвания по геология и география в Германия, Швейцария, Италия и Франция. Посещение на Южна Италия и изучаване на вулканичните явления и вулканичните породи в околностите на Неапол | Германия, Швейцария, Италия, Франция                                                  |
| 1853 – 1857                        | Карл Ернст фон Баер, Пьотър Семьонов-Тяншански, Николай Данилевски   | Изследване на флората и фауната по северните (между Гурев (Атирау) и устието на река Емба) и западните брегове на Каспийско море, в Прикаспийската низина, долината на река Волга (от Нижни Новгород до Астрахан), Урал, Кумо-Маничката падина и др. | Русия                                                                                 |
| 1853 – 1859                        | Ернест Хофман                                                        | Мащабни геоложки изследвания в Среден Урал | Русия                                                                                 |
| 1854 – 1855                        | Николай Меглицки                                                     | Геоложки изследвания в Южен Урал | Русия                                                                                 |
| 1856 – 1860                        | Фердинанд фон Рихтхофен                                              | Геоложки изследвания в Тирол, Трансилвания и Северна Унгария | Австрия, Румъния, Унгария                                                             |
| 1856 – 1868                        | Вилхелм фон Гюмбел                                                   | Мащабни геоложки изследвания в Баварските Алпи и планината Баварския Лес | Германия                                                                              |
| 1857                               | Николай Северцов                                                     | От Оренбург, изкачване по река Илек (ляв приток на Урал) и по реките Темир и Емба спускане до Каспийско море, изследване северната част на планината Мугоджари и откриване големи находища на нефт в устието на река Емба | Казахстан                                                                             |
| 1858                               | Едуард Зюс                                                           | Физикогеографски и геоложки изследвания в Западните Карпати | Словакия, Полша                                                                       |
| 1858 – 1859                        | Джемс Ламонт (1828 – 1913)                                           | Изследване на източния бряг на остров Едж и протока Стур фиорд в архипелага Шпицберген и откриване на протока Джиневра (78°35′ с. ш. 20°30′ и. д. / 78.583333° с. ш. 20.5° и. д.) в северната част на протока Стур фиорд | Норвегия                                                                              |
| 1858 – 1860                        | Вилхелм Рейс                                                         | Изследване вулканите на Азорските о-ви | Португалия                                                                            |
| 1858 – 1864                        | Хайнрих Барт                                                         | Физикогеографски и етнографски изследвания на Балканския п-ов (в т.ч. територията на днешна България) | България                                                                              |
| 1858 – 1866                        | Александър Петрович Андреев (1820 – 1833)                            | Подробно картиране на Ладожкото езеро (вкл. островите), описание на бреговата линия и островите в него и извършване на дълбочинни измервания | Русия                                                                                 |
| 1860                               | Едуард Зюс                                                           | Физикогеографски и геоложки изследвания по източните склонове на Чешкия Лес и Шумава до Дунав и на юг до Венецианските Алпи и Предалпи | Чехия, Австрия, Италия                                                                |
| 1860 – 1861                        | Капитон Иванович Костенков, Иван Степанович Крижин                   | Топографско картиране на югозападната част на Прикаспийската низина, в т.ч. възвишението Ергени, Сарпинските езера, Черните земи и множество пресни и солени езера северно от река Кума | Русия                                                                                 |
| 60-те години на XIX в.             | Едуард Зюс                                                           | Физикогеографски и геоложки изследвания на Апенините от река Рено до залива Таранто | Италия                                                                                |
| 60-те години на XIX в.             | Валериан Иванович Мьолер (1840 – 1910)                               | Геоложки изследвания на западните склонове на Южен Урал и оконтуряване на Уфимското плато, разположено между средното течение на река Уфа, левия ѝ приток река Ай и хребета Каратау | Русия                                                                                 |
| 1861                               | Ото Мартин Торел, Адолф Ерик Норденшелд, Карл Хидениус (1834 – 1864) | 1. От залива Белсун преминаване на север покрай остров Западен Шпицберген до 80° с.ш., а след това на изток до 17° и.д. Изследване на протока Хинлопен, откриване на Ломе фиорд (на 17º 50` и.д.), изследване на островите Пари и Фипс от о-вите Седем Острова (80°45′ с. ш. 20°50′ и. д. / 80.75° с. ш. 20.833333° и. д.), п-ов Земя Принц Оскар (23º и.д., на северното крайбрежие на остров Североизточна Земя) и на изток от него откриване на Дуве фиорд (80°20′ с. ш. 23°40′ и. д. / 80.333333° с. ш. 23.666667° и. д.) (Ото Мартин Торел и Адолф Ерик Норденшелд). 2. Първо изследване на п-ов Ню Фрислан – крайната северна част на остров Западен Шпицберген, откриване на връх Нютон (1712 м, най-високата точка на целия архипелаг), изследване на северозападното крайбрежие на остров Североизточна Земя от протока Хинлопен до п-ов Лапония (на 20° и.д.), протока Хинлопен и целия Ломе фиорд и откриване по бреговете им няколко ледника (Карл Хидениус) | Норвегия                                                                              |
| 1863                               | Елинг Карлсен                                                        | Изследване на протока Хинлопен (79°20′ с. ш. 20°00′ и. д. / 79.333333° с. ш. 20° и. д.), разделящ островите Западен Шпицберген и Североизточна Земя, откриване на островите Рос (80°49′ с. ш. 20°21′ и. д. / 80.816667° с. ш. 20.35° и. д.) и Стурьо (80°08′ с. ш. 27°42′ и. д. / 80.133333° с. ш. 27.7° и. д.), Източното ледено поле (на източното крайбрежие на остров Североизточна Земя) и о-вите Земя Крал Карл (78°55′ с. ш. 28°20′ и. д. / 78.916667° с. ш. 28.333333° и. д.) | Норвегия                                                                              |
| 1864                               | Николай Барбот дьо Марни                                             | Геоложки изследвания в района между горното течение на река Сухона и левите притоци на Волга (западния край на възвишението Северни Ували) и по цялото течение на Сухона | Русия                                                                                 |
| 1864                               | Адолф Ерик Норденшелд                                                | Изследване на заливите Ис фиорд (78°20′ с. ш. 15°00′ и. д. / 78.333333° с. ш. 15° и. д.), Белсун (77°45′ с. ш. 15°00′ и. д. / 77.75° с. ш. 15° и. д.) и Хорнсун (76°58′ с. ш. 15°44′ и. д. / 76.966667° с. ш. 15.733333° и. д.), п-ов Земя Сьоркап (в най-южната част на остров Западен Шпицберген) и протока Стур фиорд и вторично откриване на о-вите Земя Крал Карл (78°55′ с. ш. 28°20′ и. д. / 78.916667° с. ш. 28.333333° и. д.) | Норвегия                                                                              |
| 1864 – 1868                        | Юлиус фон Пайер                                                      | Топографски заснемания в масивите Адамело и Ортлес в Алпите и съставяне на детайлна топографска карта на изследваните райони в М 1:56000 | Италия, Австрия                                                                       |
| 1867                               | Едуард Зюс                                                           | Физикогеографски и геоложки изследвания в Източните Алпи от Венеция до Северен Тирол и в Динарските планини | Италия, Австрия, Словения, Хърватия                                                   |
| 1867                               | Гийом Лежан                                                          | Пресичане на Балканския полуостров от Адриатическо до Черно море и доказване съществуването на планината Средна гора, южно от Стара планина | Албания, Северна Македония, България                                                  |
| 1867                               | Фредерик Рьонбек                                                     | Откриване на остров Вилхелм (79°05′ с. ш. 20°30′ и. д. / 79.083333° с. ш. 20.5° и. д.) и о-вите Вайгат (79°20′ с. ш. 19°30′ и. д. / 79.333333° с. ш. 19.5° и. д.) в протока Хинлопен на североизток от остров Западен Шпицберген | Норвегия                                                                              |
| 1868                               | Адолф Ерик Норденшелд                                                | Подробно картиране на Ис фиорд и протока Форлансунет, Вуд фиорд (79°30′ с. ш. 13°45′ и. д. / 79.5° с. ш. 13.75° и. д.) и западното му разклонение Лифде фиорд и Мечия остров | Норвегия                                                                              |
| 1869                               | Фердинанд фон Хохщетер                                               | Физикогеографски и геоложки изследвания по маршрута Цариград, Одрин, Ямбол, Бургас, Казанлък, Калофер и Пловдив, Рила, Струмската долина, Витоша, Трънско, Белград. „Откриване“ на Задбалканските котловини и потвърждаване твърдението на Гийом Лежан за наличието на още една планинска верига южно от Стара планина – Средна гора | България, Сърбия                                                                      |
| 1869 – 1870                        | Александър Иностранцев                                               | 1869: Геоложки изследвания по течението на река Онега и района между Онежкото езеро и Бяло море, между 61 – 64º с.ш. и откриване на възвишението Ветрен пояс; 1870: Геоложки изследвания в Карелия между 62º 30` и 64º 30` с.ш. | Русия                                                                                 |
| 1869 – 1870                        | Едуард Холм Йоханесен (1844 – 1901)                                  | Картиране на част от северните брегове на Нова Земя | Русия                                                                                 |
| 1870                               | Теодор фон Хойглин                                                   | Физикогеографски изследване и топографско картиране на островите Едж и Баренц в архипелага Шпицберген | Норвегия                                                                              |
| 70-те години на XIX в.             | Вилхелм фон Гюмбел                                                   | Мащабни геоложки изследвания във възвишенията Фихтел, от което извират реките Майн (десен приток на Рейн), Заале и Огрже (леви притоци на Елба) и Наб (ляв приток на Дунав) и Франконски Лес (11º 30` и.д.) | Германия                                                                              |
| 70-те години на XIX в.             | Амунд Хелън                                                          | Геоложки изследвания около езерата в Норвегия и Фарьорските о-ви | Норвегия, Дания                                                                       |
| 1871                               | Пьотър Кропоткин                                                     | Изследване на ледниковите наноси в Швеция и Финландия и теоретично доказва наличието на архипелага Земя на Франц Йосиф | Швеция, Финландия, Русия                                                              |
| 1871 – 1873                        | Иван Семьонович Поляков (1847 – 1887)                                | Откриване на Вепсовското възвишение (на юг от Онежкото езеро) и Андомското възвишение (на изток от Онежкото езеро). Изследване на река Волошка (десен приток на Онега) и на изток от нея част от Коношко-Няндомското възвишение | Русия                                                                                 |
| 1871 – 1873                        | Бенджамин Ли Смит                                                    | Изследване на южния край на Леденото поле на остров Североизточна Земя между 21 – 25º и.д., северния бряг на Североизточна Земя до нос Ли Смит (80°09′ с. ш. 26°49′ и. д. / 80.15° с. ш. 26.816667° и. д.), протока Хинлопен, откриване на залива Вибе и достигане на север до 81º 24` с.ш. | Норвегия                                                                              |
| 1872                               | Иван Мушкетов                                                        | Физикогеографски изследвания в Южен Урал | Русия                                                                                 |
| 1872 – 1880                        | Александър Петрович Андреев                                          | Подробно картиране на Онежкото езеро (вкл. островите), описание на бреговата линия и островите в него и извършване на дълбочинни измервания | Русия                                                                                 |
| 1873                               | Адолф Ерик Норденшелд                                                | Изследване на северното крайбрежие на остров Североизточна Земя и първо пресичане на Източното Ледено поле от североизток на югозапад до Валенберг фиорд, 79°45′ с. ш. 20°40′ и. д. / 79.75° с. ш. 20.666667° и. д.) | Норвегия                                                                              |
| 1873 – 1874                        | Юлиус фон Пайер, Карл Вайпрехт                                       | Откриване на архипелага Земя на Франц Йосиф (30 август 1873), в т.ч. островите Вилчек (79°56′ с. ш. 58°42′ и. д. / 79.933333° с. ш. 58.7° и. д.), Хол (80°19′ с. ш. 57°59′ и. д. / 80.316667° с. ш. 57.983333° и. д.), Салм (80°04′ с. ш. 59°16′ и. д. / 80.066667° с. ш. 59.266667° и. д.), Земя Вилчек (80°35′ с. ш. 60°30′ и. д. / 80.583333° с. ш. 60.5° и. д.), Ла Ронсиер (80°59′ с. ш. 61°00′ и. д. / 80.983333° с. ш. 61° и. д.), Райнер (81°22′ с. ш. 58°59′ и. д. / 81.366667° с. ш. 58.983333° и. д.), Карл Александър (81°28′ с. ш. 57°37′ и. д. / 81.466667° с. ш. 57.616667° и. д.), Рудолф (81°47′ с. ш. 58°40′ и. д. / 81.783333° с. ш. 58.666667° и. д.), Винер Нойщад (80°48′ с. ш. 58°31′ и. д. / 80.8° с. ш. 58.516667° и. д.), Хейс (80°34′ с. ш. 57°42′ и. д. / 80.566667° с. ш. 57.7° и. д.) и Макклинток (80°11′ с. ш. 56°34′ и. д. / 80.183333° с. ш. 56.566667° и. д.), протока Австрийски канал (отделящ източната островна група от централната), залива Теплиц и нос Флигели (81°51′ с. ш. 59°14′ и. д. / 81.85° с. ш. 59.233333° и. д., най-северната точка на Европа) | Русия                                                                                 |
| 1873 – 1875                        | Александър Иностранцев                                               | 1873 – 1874: Геоложки изследвания в Карелия между 62º 30` и 64º 30` с.ш. и откриване на Западнокарелското възвишение; 1875: Геоложки изследвания в Крим | Русия, Финландия, Украйна                                                             |
| 1873 – 1898                        | Йосиф Жилински                                                       | Мащабни топографски заснемания и картирания в Полесието, над 300 езера и около 500 реки с обща дължина над 9000 км, в т.ч. десните притоци на Днепър – Припят, Березина и Тетерев и притоците на Припят – Горин, Стоход, Стир, Туря, Уж, Яселда и Птич | Беларус Украйна                                                                       |
| 1875 – 1877                        | Пьотър Кротов                                                        | Геоложки изследвания в басейна на река Вятка (десен приток на Кама) и откриване на силно разчлененото и почти меридионално възвишение Вятски Увал | Русия                                                                                 |
| 1875 – 1892                        | Франц Тоула                                                          | Геоложки изследвания в България и Сърбия. 1875: Изследване на Западна Стара планина и Средна Стара планина. Трикратно пресичане през Петроханския проход, Шипченския проход и Искърския пролом; 1880: Изследване на Западна Стара планина достигайки до долината на река Малки Искър; 1884: Изследване на Средна Стара планина на изток до Твърдишкия проход и деветкратно пресичане на планината; 1888: Изследване на Източна Стара планина, Рила и областта между София, Кюстендил и Дупница; 1892: Изследване района на Силистра и Западна Добруджа | България, Сърбия                                                                      |
| 1876                               | Иван Мушкетов                                                        | Геоложки изследвания в Златоустовския планински окръг на Урал | Русия                                                                                 |
| 1876                               | Торвалдур Тородсен                                                   | Геоложки изследвания в района на вулкана Аскя, езерото Миватън и лавовата пустиня Оудаудахрьойн | Исландия                                                                              |
| 1876                               | Юхан Хелсен                                                          | Откриване на остров Бели (Витьо) 80°10′ с. ш. 32°40′ и. д. / 80.166667° с. ш. 32.666667° и. д.) в архипелага Шпицберген | Норвегия                                                                              |
| 1879                               | Де Брейн                                                             | Откриване на остров Хукър (80°14′ с. ш. 53°02′ и. д. / 80.233333° с. ш. 53.033333° и. д.) в архипелага Земя на Франц Йосиф | Русия                                                                                 |
| 1880                               | Николай Кудлявцев                                                    | Изследване на западната част на Колския п-ов, в т.ч. планинския масив Хибини и езерото Имандра. Детайлно изследване бреговете на езерото и поделянето му на три части: северна – Голяма Имандра; югоизточна – Екостровска Имандра и югозападна – Бабинска Имандра | Русия                                                                                 |
| 1880                               | Бенджамин Ли Смит                                                    | Изследване на архипелага Земя на Франц Йосиф и откриване на островите Хукър (вторично, 80°14′ с. ш. 53°02′ и. д. / 80.233333° с. ш. 53.033333° и. д.), Брус (80°03′ с. ш. 50°00′ и. д. / 80.05° с. ш. 50° и. д.), Нортбрук (79°59′ с. ш. 50°58′ и. д. / 79.983333° с. ш. 50.966667° и. д.), Брейди (80°16′ с. ш. 55°17′ и. д. / 80.266667° с. ш. 55.283333° и. д.), Земя Принц Джордж (80°29′ с. ш. 49°20′ и. д. / 80.483333° с. ш. 49.333333° и. д.) и Земя Александър (80°39′ с. ш. 46°50′ и. д. / 80.65° с. ш. 46.833333° и. д.). Изследване и на шест протока, разделящи тези острови, в т.ч. и южната част на протока Британски канал | Русия                                                                                 |
| 1880 – 1882                        | Сергей Никитин                                                       | Топографско картиране на реките Унжа и Ветлуга (леви притоци на Волга) и междуречието им | Русия                                                                                 |
| 80-те години на XIX в.             | Вилхелм фон Гюмбел                                                   | Мащабни геоложки изследвания във възвишението Франконски Алб | Германия                                                                              |
| 1881                               | Степан Макаров                                                       | Хидрографски изследвания на протока Босфор и доказване наличието на повърхностно и дълбоководно течения в протока | Турция                                                                                |
| 1881                               | Амунд Хелън                                                          | Изследване на северните, южните и източни брегове на Исландия и групата действащи вулкани Лаки, разположени на югозапад от ледника Ватнайокудъл, на 64º с.ш. | Исландия                                                                              |
| 1881 – 1885                        | Пьотър Кротов                                                        | Геоложки изследвания в северната част на Среден Урал (между 59º и 61º с.ш., с площ около 40 хил.км2), възвишението Полюдов кряж, хребета Кваркуш и басейните на реките Вишера и Косва | Русия                                                                                 |
| 1881 – 1898                        | Торвалдур Тородсен                                                   | Физикогеографски изследвания и топографски заснемания на цяла Исландия. 1881: Езерото Миватън (на изток от Акурейри), фиорда Рейдар (65º с.ш.), крайбрежието на юг от него до 64º 30` с.ш. и ледниковия масив Хофсийокудъл; 1883: Югозападния полуостров на Исландия – Рейкянес, пресича го в различни направления и описва и картира около 30 вулкана, над 700 кратера и множество пукнатини, от които изтича лава; 1884: Лавовото плато Оудаудахрьойн (3500 км2, най-голямо в Европа) и вулкана Аскя; 1886 – 1887: Крайбрежието на северозападния полуостров на Исландия (дължина на бреговата линия 1800 км) и ледения масив Драунгайокудъл; 1888: Река Хвитау, езерото Хвитаурватън, ледниците Лаунгийокудъл и Хофсийокудъл и планината Кедлингар; 1889: Средното течение на река Тьоурсау и езерото Тьоурисватън и откриване на езерата Фискивьотън и езерото Лаунгисьоур; 1890: П-ов Снайфедлснес в западната част на Исландия и брега на залива Фахсафлоуи; 1893: Югоизточното крайбрежие на острова, южния край на ледника Мирдалсийокудъл, езерата Фискивьотън и Тоурисватън и откриване на вулканичната пропаст Елдгя; 1894: Югоизточната част на ледника Ватнайокудъл; 1895: Масива Бурфелд, крайбрежието на Аксар фиорд до нос Ривстаунги (66°32′ с. ш. 16°12′ з. д. / 66.533333° с. ш. 16.2° з. д., най-северната точка на Исландия), крайбрежието на Тистил фиорд, п-ов Лаунганес и районите на юг от него и откриване на няколко вулкански реки и езера; 1896: Трите северни безимени полуострова на Исландия, разположени между заливите Скяулванди и Хунафлоуи, бреговете на фиордите Ейя и Скага, отделящи ги един от друг и езерата Арнарватън; 1897: Низините в югозападната част на острова и районите между Лаунгийокудъл на юг и залива Хунафлоуи на север; 1898: Северозападната част на вътрешното плато, ледника Ейрихсийокудъл и района на Боргар фиорд (залив на Фахсафлоуи) | Исландия                                                                              |
| 1882 – 1883                        | Соломон Август Андре                                                 | физикогеографски изследвания на архипелага Шпицберген | Норвегия                                                                              |
| 1882                               | Едуард Зюс                                                           | Физикогеографски и геоложки изследвания в Карнийските Алпи и Караванке | Италия, Австрия, Словения                                                             |
| 1882 – 1885                        | Феодосий Чернишов, Александър Петрович Карпински (1846 – 1936)       | Изследване и картиране на около 11 – 13 хил. км2 площ от западния и източния склон на Южен Урал между 54 – 55º 30` с.ш. | Русия                                                                                 |
| 1883                               | Оскар Бауман                                                         | Геодезическо заснемане и топографско картиране на части от Черна гора | Черна гора                                                                            |
| 1884 – 1889                        | Евграф Степанович Фьодоров (1853 – 1919)                             | Изследване и картиране басейните на реките Лозва (лява съставяща на Тавда, от басейна на Иртиш), Вол (ляв приток на Северна Сосва, от басейна на Об), Ивдел (десен приток на Сосва), Вишера (ляв приток на Кама) и др. Откриване вододела между Лозва и Северна Сосва – хребета Поясов Камен, Верхне-Волинските Ували, възвишението Люлим-Вор и Средно-Сосвинските Ували | Русия                                                                                 |
| 1885                               | Едуард Зюс                                                           | Физикогеографски и геоложки изследвания в Северна Норвегия | Норвегия                                                                              |
| 1887 – 1891                        | Вилхелм Рамсай, Алфред Петрелиус, Освалд Чилман                      | Комплексни физикогеографски изследвания и топографски картирания на Колския полуостров. Картиране на езерата Ловозеро, Бабозеро, Енозеро, Имандра, Умбозеро и Колмозеро; реките Вороня, Йоканга, Поной и Афанасия; възвишенията Ловозерски Тундри, Хибини (1191 м, най-високото на Колския п-ов), Мончетундра и Кейви | Русия                                                                                 |
| 1887 – 1896                        | И. Иванов                                                            | Систематични геодезически заснемания и топографски картирания по западното крайбрежие на Нова Земя | Русия                                                                                 |
| 1889                               | Хеминг Андреасен                                                     | Откриване на протока Риваленсунет, разделящ островите Свенскьо на запад от Конгсьо на изток в архипелага Шпицберген | Норвегия                                                                              |
| 1889 – 1890                        | Феодосий Чернишов                                                    | Геоложки изследвания и топографско картиране на Тиманското възвишение и съседните му райони с площ около 170 хил. км2, в т.ч. целите течения на реките Ижма, Вичегда, Ухта, Цилма, Милва, Пижма (приток на Печора) и Пижма (приток на Мезен). Обособяване на 4 продълговати възвишения – Каменовъглено, Чайцински Камен, Тиманско и Космински Камен | Русия                                                                                 |
| 1890                               | Франц Юлиевич Левинсон-Лесинг (1861 – 1939)                          | Геоложки изследвания в Губерлинските планини и по течението на река Губерля | Русия                                                                                 |
| 1890                               | Густав Ерик Адолф Норденшелд (1868 – 1895)                           | Изследване на п-ов Земя Ведел Ярлсберг, простиращ се между заливите Хорнсун и Белсун в Шпицберген и детайлно картиране на Ис фиорд (78°20′ с. ш. 15°00′ и. д. / 78.333333° с. ш. 15° и. д.) | Норвегия                                                                              |
| 1890 – 1891                        | Леонид Лутугин                                                       | Геоложки изследвания и топографско картиране в района на горните притоци на реките Кама и Вятка (от басейна на Волга) и реките Вичегда и Луза (от басейна на Северна Двина), извиращи от източните части на Северните Ували между 48º и 54ºи.д. | Русия                                                                                 |
| 1891 – 1893                        | Пьотър Кротов                                                        | Геоложки изследвания и топографски картирания в западната част на басейна на река Вятка и установява точното разположение на изворите на река Ветлуга. Геоложки изследвания в южната част на Среден Урал между 56° – 57º с.ш. (в района на Екатеринбург) и откриване на Уфалейски хребет | Русия                                                                                 |
| 1891 – 1896                        | Сергей Никитин                                                       | 1891 – 1893: Геоложки изследвания и топографско картиране на района между реките Волга и Урал – възвишението Общ Сърт, басейните на реките Голям и Малък Узен, Еруслан, Чижа и Кушум и части от Прикаспийската низина. 1894 – 1896: Хидрогеоложки изследвания в басейните на реките Западна Двина, Днепър и горното течение на Волга. Оконтуряване на Бежаницкото възвишение в изворната област на река Великая и откриване и проследяване по цялото им протежение на Смоленско-Московските възвишения и Източно-Беларуските възвишения | Русия, Казахстан, Беларус                                                             |
| 1892                               | Феодосий Чернишов                                                    | Геоложки изследвания в Донбас | Украйна                                                                               |
| 1894                               | Овин Тревор-Бети                                                     | Детайлни физикогеографски изследвания на остров Колгуев | Русия                                                                                 |
| 1894                               | Николай Николаевич Яковлев (1870 – 1966)                             | Геоложки изследвания в басейните на реките Вим и Яренга, притоци на Вичегда | Русия                                                                                 |
| 1894 – 1897                        | Фредерик Джорд Джаксън                                               | Картиране на значителна част от архипелага Земя на Франц Йосиф и откриване на островите Джаксън (81°15′ с. ш. 56°40′ и. д. / 81.25° с. ш. 56.666667° и. д.), Земя Джордж (вторично, 80°30′ с. ш. 49°00′ и. д. / 80.5° с. ш. 49° и. д.), Нансен, Луиджи, Солсбъри и Артур (81°06′ с. ш. 50°39′ и. д. / 81.1° с. ш. 50.65° и. д.), протока Британски Канал и п-ов Армитидж в северната част на остров Земя Джордж | Русия                                                                                 |
| 1894 – 1908                        | Павел Аполонович Тутковски (1858 – 1930)                             | Мащабни топографски дейности в Полесието Между реките Яселда и Пина, възвишението Загороде и още 5 възвишения, в т.ч. Овручкото | Беларус, Украйна                                                                      |
| 1895                               | Адриан Жерлаш дьо Гомери                                             | Физикогеографски изследвания на остров Ян Майен | Норвегия                                                                              |
| 1895                               | Фритьоф Нансен                                                       | Откриване на о-вите Бяла Земя (81°40′ с. ш. 63°20′ и. д. / 81.666667° с. ш. 63.333333° и. д.), включващи островите Ева Лив, Аделаида и Фреден в архипелага Земя на Франц Йосиф | Русия                                                                                 |
| 1895                               | Феодосий Чернишов                                                    | Изследване на крайбрежните западни райони на Южния остров на Нова Земя на север от 72º 22` с.ш. до протока Маточкин Шар и пресичане на острова от запад на изток по 72º с.ш. | Русия                                                                                 |
| 1896 – 1897                        | Уилям Конуей                                                         | 1896: Изследване на п-ов Земя Норденшелд, разположена в западната част на остров Западен Шпицберген между заливите Ис фиорд на север и Белсун (с Ван Мейен фиорд) на юг и пресичане на острова от запад на изток по 78º с.ш. до протока Стур фиорд; 1897: Изследване на Земя Диксон в централната част на острова, платото Холтедал и Земя Оскар II (между Нур фиорд и протока Форлансунет) | Норвегия                                                                              |
| 1898                               | Платон Борисович Рипас (1870 – 1922)                                 | Изследване на югоизточната част на Колския п-ов между 35º и 41ºи.д., на юг от река Поной. Изкачване по река Варзуга до изворите ѝ, преодоляване на водопада Падун и изследване на разположеното на югозапад от него езеро Сегозеро. Прехвърляне към река Поной, изкачване по нея до масивите Каменик и Чуарви, явяващи се вододел между басейна на Поной и езерото Ловозеро и по реките Пана (десен приток на Варзуга) и Варзуга спускане до Бяло море | Русия                                                                                 |
| 1898 – 1901                        | Феодосий Чернишов, Александър Василиев, Едвард Йедерин (1852 – 1923) | Извършване на градусни измервания на архипелага Шпицберген (Феодосий Чернишов). Пресичане няколко пъти на Земя Сьоркап (североизточната част на остров Западен Шпицберген), откриване и картиране на редица планински масиви, в т.ч. връх Нютон (вторично, 1712 м), най-високия на архипелага и ледника Василиев (Александър Василиев). Откриване на Еуст фиорд (79°00′ с. ш. 16°20′ и. д. / 79° с. ш. 16.333333° и. д.) в южната част на Вейде фиорд и изследване на планините на п-ов Ню-Фрислан (Едвард Йедерин) | Норвегия                                                                              |
| 1899                               | Евелин Болдуин                                                       | Откриване на най-източния остров в архипелага Земя на Франц Йосиф – Грейам Бел (80°59′ с. ш. 64°07′ и. д. / 80.983333° с. ш. 64.116667° и. д.) и остров Ла Ронсиер (вторично, 80°59′ с. ш. 60°57′ и. д. / 80.983333° с. ш. 60.95° и. д.) в протока Австрийски канал и протока Морган, между островите Земя Вилчек и Грейам Бел | Русия                                                                                 |